# Khezara
Khezara (em árabe: خزارة) é uma cidade e comuna localizada na província de Guelma, Argélia. Segundo o censo de 2008, a população total da cidade era de 10 382 habitantes.